# 見付町 (瀬戸市)
見付町（みつけちょう）は、愛知県瀬戸市長根連区の町名。丁番を持たない単独町名である。

## 地理
- 瀬戸市の西部に位置する[8]。西を市場町、北を共栄通、東を西吉田町、南を水無瀬町・東長根町と隣接している[8]。
- 北西部を国道が通り、東部に保健所などの公共施設が集まる[8]。

### 学区
市立小・中学校に通う場合、学区は以下の通りとなる。また、公立高等学校普通科に通う場合の学区は以下の通りとなる。
| 番・番地等 | 小学校             | 中学校               | 高等学校 |
| ---------- | ------------------ | -------------------- | -------- |
| 全域       | 瀬戸市立長根小学校 | 瀬戸市立水無瀬中学校 | 尾張学区 |

## 歴史

### 町名の由来
この一帯は小高い丘が続いており、西方には瀬戸川、矢田川の流域として名古屋方面に開けている。このため、丘の上からは名古屋城がよく見通せたところから見付と呼ばれるようになり、それが町名になったと言われる。

### 沿革
- 1943年（昭和18年）8月9日 - 瀬戸市大字今字市場の一部により、同市見付町として成立[2]。
- 1974年（昭和49年）8月22日 - 町域の一部を城屋敷町・西長根町に編入し、水無瀬町・西長根町・東寺山町の一部を編入する。また、東長根町・市場町と境界変更を行う[12]。

## 世帯数と人口
2023年（令和5年）1月1日現在の世帯数と人口は以下の通りである。
| 町丁   | 世帯数  | 人口    |
| ------ | ------- | ------- |
| 見付町 | 473世帯 | 1,012人 |

### 人口の変遷
国勢調査による人口の推移
| 1995年（平成7年）  | 639人   | [ 13 ] |  |
| 2000年（平成12年） | 1,000人 | [ 14 ] |  |
| 2005年（平成17年） | 996人   | [ 15 ] |  |
| 2010年（平成22年） | 1,016人 | [ 16 ] |  |
| 2015年（平成27年） | 1,018人 | [ 17 ] |  |
| 2020年（令和2年）  | 1,024人 | [ 18 ] |  |

### 世帯数の変遷
国勢調査による世帯数の推移。
| 1995年（平成7年）  | 202世帯 | [ 13 ] |  |
| 2000年（平成12年） | 356世帯 | [ 14 ] |  |
| 2005年（平成17年） | 371世帯 | [ 15 ] |  |
| 2010年（平成22年） | 391世帯 | [ 16 ] |  |
| 2015年（平成27年） | 405世帯 | [ 17 ] |  |
| 2020年（令和2年）  | 431世帯 | [ 18 ] |  |

## 交通

### 鉄道
愛知環状鉄道・愛知環状鉄道線 ： 町の北西端をかすめるように走っている。最寄り駅は、瀬戸市駅。
※町内は走っていないが、名鉄瀬戸線の新瀬戸駅も最寄りの駅である。
- 愛知環状鉄道線（見付町内）

### バス
名鉄バス「本地ヶ原線」
- 【36】名鉄バスセンター - 引山 - 四軒家 - 本地ヶ原 - 瀬戸駅前 系統
- 【50】【51】【52】藤が丘 - 愛知医科大学病院 - 本地ヶ原 - 瀬戸駅前 系統

以上、4系統共通 ： 東長根バス停（瀬戸駅前方面乗り場）
瀬戸市コミュニティバス「本地線」
- 陶生病院 - 瀬戸口駅 - 愛知医大 系統 ： 保健所前バス停[注釈 1]

- 東長根バス停
- 保健所前バス停

### 道路
- 国道363号[8] ： 町の北西部を東西に走っている。
- 愛知県道209号愛・地球博記念公園瀬戸線 ： 町の中央部を南北に走り、北部の菱野トンネル北交差点が終点となる。

- 国道363号標識（菱野トンネル北交差点北）
- 県道209号標識（菱野トンネル北交差点南）

## 施設
- 愛知県瀬戸保健所[8] ： 1944年（昭和19年）10月1日に当時の瀬戸簡易保険健康相談所の建物を譲り受けてオープンし、1966年（昭和41年）8月31日に現在地に新築移転[19]。瀬戸市、尾張旭市、豊明市、日進市、長久手市、東郷町を所管区域としており、豊明分室を設置している[19]。
- 愛知県珪砂鉱業協同組合 ： 1927年（昭和2年）創立[20]。瀬戸市を主体とした愛知県全域の珪砂の採掘、精選加工業を営業している企業を組合員とする協同組合[20]。
- 瀬戸商工会議所[8] ： 1947年（昭和22年）5月に瀬戸市役所内に設立[21]。1967年（昭和42年）5月に現在地へ商工会館を造って活動拠点とした[21]。
- 瀬戸陶磁器卸商業協同組合 ： 1932年（昭和7年）12月28日設立[22]。主として内地向け陶磁器を取扱う産地卸商社を組合員とする協同組合[22]。
- 念佛宗 無量壽寺 尾張瀬戸別院 ： 兵庫県加東市にある「佛教之王堂」を総本山としている念佛宗の別院[23]。
- 見付町ちびっこ広場 ： 町の中央部、菱野トンネルの上方にある公園。ブランコとすべり台がある。

- 愛知県瀬戸保健所
- 愛知県珪砂鉱業協同組合
- 瀬戸商工会議所
- 瀬戸陶磁器卸商業協同組合
- 念佛宗 無量壽寺 尾張瀬戸別院
- 見付町ちびっこ広場

## その他

### 日本郵便
- 郵便番号 : 489-0808[6]（集配局：瀬戸郵便局[24]）。